# Puntius lateristriga
Una volta classificato nel genere Barbus, Puntius lateristriga è un pesce d'acqua dolce appartenente alla famiglia Cyprinidae.

## Distribuzione e habitat
Questa specie è endemica delle acque dolci della penisola della Malaysia e nel Borneo. Abita acque correnti e ben ossigenate di corsi d'acqua di montagna, frequentemente sotto le cascate.

## Descrizione
Il corpo è allungato, compresso ai fianchi, con dorso alto. Le pinne sono robuste, la coda è bilobata. La livrea prevede un fondo variabile dal bruno verde al grigio bruno, più scuro sul dorso e sul capo, solcato da due grosse fasce triangolari verticali nere, con vertice verso il ventre. Una spessa linea orizzontale nera parte dalla seconda fascia e arriva fino alla pinna caudale. Le pinne sono grigiastre, tendenti al trasparente. 
 
Raggiunge una lunghezza massima di 18 cm.

## Riproduzione
Le uova sono disperse nell'acqua dopo la fecondazione.

## Alimentazione
SI nutre di detriti vegetali, vermi, crostacei e insetti.

## Acquariofilia
P. lateristriga è un pesce allevato e commercializzato meno frequentemente degli altri congeneri, ma ugualmente conosciuto.

## Fonti
- Pesci d'acquario di Dick Mills, Fabri Editori;
- Barbus da Il mio acquario, mensile, novembre 2004.